# Attilio Deffenu (incrociatore ausiliario)
L’Attilio Deffenu è stato un incrociatore ausiliario della Regia Marina, già motonave passeggeri italiana.

## Storia

14 marzo 1929: il varo del Deffenu.

Costruita nei cantieri Ansaldo di Sestri Ponente tra il dicembre 1927 ed il giugno 1929 per la Compagnia Italiana Transatlantica (CITRA), l'unità, così come le gemelle Olbia e Caralis, era una motonave passeggeri da 3510 tonnellate di stazza lorda e 2040 tonnellate di stazza netta, oltre a 1050 tonnellate di portata lorda. Due motori Diesel a tre cilindri Savoia-Cornigliano (o MAN), provvisti di una scorta di 1250 tonnellate di carburante, imprimevano a due eliche la potenza di 4045 CV, consentendo una velocità di crociera di 14 nodi ed una massima di 15,65. Originariamente il Deffenu era impiegato come “postale” nei collegamenti con la Sardegna.
Nel marzo 1932 la CITRA si fuse con la Florio-Società Italiana di Navigazione formando la «Tirrenia Flotte Riunite Florio-Citra», che il 21 dicembre 1936, a seguito dell'unione con altre compagnie minori, formò la Tirrenia Società Anonima di Navigazione. Il Deffenu seguì i mutamenti delle società armatoriali, venendo iscritto, con matricola 401, al Compartimento marittimo di Napoli.
Come molte altre unità costruite per società statali, la nave era stata progettata per poter essere convertita, all'occorrenza, in incrociatore ausiliario (fin dal varo erano state installate piattaforme per cannoni). Essa rispondeva alle caratteristiche prescritte per tale impiego: stazza contenuta ma comunque sufficiente da consentire la navigazione d’altura senza problemi, velocità intorno ai 15 nodi e possibilità di essere impiegata in missioni veloci di trasporto.
L'11 maggio 1940, circa un mese prima dell'ingresso dell'Italia nella seconda guerra mondiale, il Deffenu venne requisito dalla Regia Marina a Civitavecchia ed iscritto nel ruolo del naviglio ausiliario dello Stato come incrociatore ausiliario. Dotato di due cannoni da 102/45 Mod. 1917 mm, uno da 76/40 Mod. 1916 R.M., 6 mitragliere da 13,2 mm e di ferroguide per il trasporto e la posa di ottanta mine, il Deffenu venne assegnato al Gruppo Navi Ausiliarie Dipartimentali del Comando Militare Marittimo «Sardegna», con base a La Maddalena, ed impiegato inizialmente come posamine.
Tra il 6 giugno ed il 17 luglio 1940 il Deffenu, insieme al Caralis, ai posamine Durazzo e Pelagosa ed alle vecchie torpediniere Papa, Cascino, Chinotto e Montanari, partecipò alla posa di trenta campi minati (dodici dei quali antisommergibile) al largo delle coste sarde, per un totale di 2196 mine.
Successivamente la nave venne destinata al servizio di scorta ai convogli, inizialmente sulle rotte per il Nordafrica. Nel corso del secondo conflitto mondiale l'incrociatore ausiliario svolse complessivamente 108 missioni di guerra (89 di scorta, 8 di posa di mine, 11 di altro tipo).
Il 12 gennaio 1941 l'incrociatore ausiliario scortò da Napoli a Tripoli il piroscafo Amsterdam. Una settimana più tardi la nave scortò il piroscafo Capo Orso da Tripoli a Bengasi, mentre il 25 gennaio fu di scorta ai piroscafi Giulia e Castelverde da Tripoli a Palermo e quindi a Napoli. Il 22 gennaio, frattanto, il Deffenu, partito da Bengasi alle 13 del giorno precedente e diretto a Tripoli con arrivo previsto per le 17, era stato infruttuosamente attaccato con un siluro dal sommergibile HMS Unique, attacco che passò del tutto inosservato.

Le tre motonavi gemelle Olbia (a sinistra), Deffenu (al centro) e Caralis (a destra) ormeggiate a Civitavecchia.

Alle dieci del 6 febbraio l'unità salpò da Napoli per scortare il piroscafo Nirvo e la nave cisterna Caucaso a Tripoli, dove giunse alle 11.30 del 10 febbraio, dopo aver eluso un attacco da parte del sommergibile HMS Utmost. Cinque giorni, alle 8.30 dell'11 febbraio, il Deffenu, al comando del capitano di fregata Angelo Cogliolo, salpò da Tripoli per scortare a Palermo e quindi a Napoli, insieme alla torpediniera Missori, i trasporti Bainsizza, Sabaudia, Motia ed Utilitas. Alle 14.15 dell'11 febbraio, mentre il Deffenu si trovava circa un chilometro sulla sinistra del convoglio (composto in quel momento dei soli piroscafi Bainsizza e Sabaudia), in posizione 33°32'30” N e 12°56' E, un sommergibile britannico, il Truant, emerse a 700 metri per 45° dalla prua dell'incrociatore ausiliario, aprendo quindi il fuoco contro i mercantili. Il Deffenu iniziò a sua volta a sparare con il cannone prodiero all'indirizzo dell'unità subacquea, accorciando via via il tiro: i primi due proietti caddero sulla sinistra del sommergibile, il terzo, dopo una correzione nel tiro, cadde entro una cinquantina di metri dall'unità nemica, che, presa anche sotto il tiro del Bainsizza, s'immerse rapidamente e si allontanò dopo aver esploso in tutto sette colpi. Dopo l'attacco, ritenendo che il sommergibile, vista la scarsa velocità del convoglio, sarebbe tornato all'attacco con il favore dell'oscurità, il comandante Cogliolo decise di far tornare le navi a Tripoli. Verso le 17 un aeroplano italiano avvistò, in posizione 34°36' N e 12°57' E, un sommergibile che cercava di attaccare il convoglio – era nuovamente il Truant –, ed alle 17.10, mentre due siluri transitavano ad una trentina di metri dal lato di dritta del Deffenu (erano due delle tre armi che il Truant aveva lanciato contro il Bainsizza), che stava accostando, il velivolo mitragliò e lanciò una bomba contro l'unità avversaria. Risalendo la traiettoria delle scie dei siluri, l'incrociatore ausiliario individuò il punto ove si trovava il sommergibile , nuovamente sotto attacco da parte dell'aereo (che lanciò una seconda bomba): il Deffenu dapprima aprì il fuoco con i cannoni verso il punto d'impatto della bomba, poi, vedendo emergere una grossa bolla d'aria a prora sinistra, si avvicinò ad essa e lanciò tre bombe di profondità, quindi, individuata una seconda bolla a circa 50 metri sulla dritta, la raggiunse ed effettuò il lancio di altre tre cariche, regolate per scoppiare a 50 metri di profondità: dopo le esplosioni vennero a galla, a meno di venti metri di distanza, diverse altre grandi bolle d'aria, ma il Truant sopravvisse all'attacco. Rientrato a Tripoli il 12 sera, il convoglio ripartì alla volta di Napoli l'indomani, giungendo indenne nella città partenopea il 15.

Il Deffenu (in secondo piano) ed una motonave gemella, probabilmente l'Olbia, fotografate a Civitavecchia con i colori della CITRA.

Il 6 marzo, alle otto di sera, il Deffenu, ancora al comando del capitano di fregata Cogliolo, lasciò Palermo per scortare, insieme alla vecchia torpediniera Papa, i piroscafi Caffaro, Tanaro, Capo Vita e Fenicia. Dopo una sosta a Trapani, l'8 marzo, il convoglio ripartì con la scorta del solo Deffenu, ma il Caffaro poco dopo la partenza andò ad incagliarsi e dovette rientrare a Trapani in avaria, accompagnato dal Tanaro: il convoglio si ridusse così ai soli Fenicia e Capo Vita, carichi di armi, carburante e munizioni. Alle 10.05 di quel giorno, una cinquantina di miglia a sud/sudovest di Pantelleria, il sommergibile britannico Utmost lanciò quattro contro siluri contro il Deffenu, senza colpirlo. A mezzogiorno, in posizione 36°09' N e 11°07' E, il Capo Vita avvistò un siluro diretto contro di sé – l'aveva lanciato l’Utmost –, lanciò un fischio ed iniziò ad accostare sulla dritta, ma alle 12.01, mentre il Deffenu accelerava sino alla massima velocità per contrattaccare il sommergibile, il Capo Vita venne ugualmente colpito ed eruppe in una colossale esplosione, con una colonna di fumo che si levò per oltre un chilometro, lanciando rottami in ogni direzione ed investendo anche il Fenicia, che non ebbe danni gravi ma perse un uomo. L'incrociatore ausiliario, dopo essersi leggermente allontanato per evitare l'esplosione, pur non vedendo il sommergibile, aprì il fuoco contro il punto da cui sembravano essere stati lanciati i siluri, procedendo poi all'infruttuoso lancio di cinque bombe di profondità regolate a 50 metri. Il Deffenu si mise poi alla ricerca di superstiti, ma non ne trovò nemmeno uno: con il Capo Vita era affondato l'intero equipaggio. Alle 12.35 l'incrociatore ausiliario raggiunse il Fenicia, che aveva invertito la rotta verso nord, e gli ordinò di dirigere per Susa, tenendosi poi nelle vicinanze, procedendo a zig zag, e lanciando di quando in quando bombe torpedini da getto. Alle 14.15 Supermarina ordinò all'unità di riprendere la navigazione verso Tripoli ed alle 22 il comandante Cogliolo, ritenendo ormai cessato il pericolo, ordinò di cessare la navigazione a zig zag. Alle 22.30 il convoglio passò al traverso della boa n° 1 di Kerkennah, venti minuti più tardi incrociò un altro convoglio, ed alle 2.20 ricominciò a zigzagare. Alle 6.55, in posizione 34°19' N e 12°40' E, il Fenicia venne colpito da un siluro lanciato dal sommergibile HMS Unique e s'incendiò, continuando a procedere verso sud lasciando dietro di sé una scia di carburante in fiamme per poi affondare di poppa alle nove del mattino nel golfo di Hammamet, ad una novantina di miglia da Tripoli. Il Deffenu iniziò a bombardare l'Unique con cariche di profondità sino alle 7.43, quando, rimanendo una sola bomba, diresse sul punto dell'affondamento per soccorrere i naufraghi. Calate quattro scialuppe, l'incrociatore ausiliario entro le 9.20, protetto dal sopraggiunto cacciatorpediniere Baleno, recuperò tutti i superstiti: solo 9 su un totale di 38 membri dell'equipaggio del Fenicia. Ultimate le operazioni di soccorso il Deffenu fece rotta per Tripoli, ma alle 10.10 vi fu un altro allarme antisom: mentre il Baleno effettuava un lancio di bombe di profondità, l'incrociatore ausiliario aprì il fuoco contro quello che sembrò essere un periscopio. Le navi arrivarono a Tripoli alle cinque del pomeriggio.
Il 13 marzo 1941, alle sette del mattino, il Deffenu lasciò Tripoli di scorta alla nave cisterna Caucaso: l'indomani, eluso un attacco da parte del sommergibile HMS Urusula, il convoglio giunse indenne a Biserta (ore 18) e quindi a Napoli. Il 9 aprile l'unità protesse la pirocisterna Conte di Misurata sulla rotta Tripoli-Napoli.

Un'altra foto del Deffenu durante il servizio civile, con i colori della Tirrenia.

A partire dall'estate 1941 l'incrociatore ausiliario venne destinato alle rotte per il Levante (Grecia ed Albania). Il 30 luglio la nave, insieme all'anziana torpediniera Medici, scortò i trasporti truppe Italia ed Aventino da Brindisi a Patrasso. Agosto iniziò con una scorta, il giorno 4, al trasporto Gala in navigazione da Patrasso a Brindisi, mentre l'8 agosto il Deffenu difese i piroscafi Macedonia ed Ezilda Croce sulla rotta Brindisi-Patrasso. Il 10 agosto l'incrociatore ausiliario scortò da Patrasso a Brindisi, insieme al vecchio cacciatorpediniere Riboty, i mercantili Capo Arma, Balcik ed Alba Julia, mentre cinque giorni dopo protesse la motonave Città di Savona sulla rotta Brindisi-Valona. Due giorni dopo la nave scortò sempre la Città di Savona nella navigazione di ritorno a Brindisi, insieme alla torpediniera Antares, mentre il 18 agosto si trasferì di nuovo da Brindisi a Valona. Il 23 agosto scortò la Città di Savona ed il trasporto truppe Viminale da Valona a Brindisi, mentre tre giorni dopo protesse, insieme alla torpediniera Medici, i trasporti truppe Aventino, Argentina e Quirinale da Brindisi a Patrasso. Agosto si chiuse con un'ultima missione, il 30, di scorta da Patrasso a Brindisi dei piroscafi tedeschi Bolsena e Castellon.
Il 4 settembre il Deffenu scortò da Bari a Durazzo le motonavi Città di Trapani, Rosandra e Milano, mentre il 7 settembre fu di scorta sulla rotta inversa, unitamente all’Antares, ai mercantili Città di Trapani, Italia e Quirinale. Il 10 Deffenu ed Antares scortarono Italia e Quirinale da Bari a Durazzo, mentre il 1º ottobre l'incrociatore ausiliario, insieme alla cannoniera Giovannini, scortò da Durazzo a Spalato Città di Trapani, Quirinale ed un altro piroscafo, il Monstella. Il 5 ottobre la nave scortò da Spalato a Durazzo le tre navi del viaggio precedente, ed il 7 ottobre, insieme ad un altro incrociatore ausiliario, lo Zara, scortò le stesse tre navi da Durazzo a Bari. Il 12 ottobre il Deffenu e l’Antares protessero i trasporti truppe Piemonte, Francesco Crispi e Viminale in navigazione da Bari a Durazzo, proseguendo poi, tre giorni dopo, con le stesse navi, sino a Patrasso. Il 18 ottobre l'incrociatore ausiliario scortò nuovamente Crispi, Piemonte e Viminale da Patrasso a Prevesa, e quindi a Bari, e quattro giorni più tardi scortò nuovamente, questa volta insieme alla torpediniera Bassini, gli stessi tre trasporti da Bari a Patrasso, che poi protesse nuovamente, il 31 ottobre, nella navigazione di ritorno a Bari.
Il 7 novembre l'incrociatore ausiliario scortò da Bari a Patrasso, stavolta insieme alla vetusta torpediniera Stocco, Piemonte, Crispi e Viminale, che poi scortò per un'ultima volta da Patrasso a Bari il 18 novembre, insieme alla Stocco e ad un'altra vecchia torpediniera, la Montanari. Il 20 novembre la nave scortò i trasporti Avina e Campionia da Bari a Patrasso.
Il 24 novembre 1941 il Deffenu salpò da Patrasso per scortare a Brindisi i piroscafi Resurrectio e Caterina Madre. Nel tardo pomeriggio del giorno successivo il convoglio, che procedeva alla modesta velocità di sei nodi ed era giunto a 13 miglia da Brindisi, nel punto 40°31' N e 18°13' E, venne attaccato dal sommergibile britannico Thrasher: da bordo dell'incrociatore vennero avvistate le scie di tre siluri (su quattro lanciati), ed alle 17.15 (altra fonte 16.55) una delle armi andò a segno (un quinto siluro mancò invece il Caterina Madre). Gravemente danneggiato, il Deffenu lanciò un segnale di soccorso e venne rapidamente abbandonato dall'equipaggio, che si mise in salvo sulle lance. 

Il Deffenu (a destra) ed il Caralis (a sinistra) ormeggiati ai due lati della stessa banchina di Civitavecchia, negli anni Trenta.

Il cacciatorpediniere Strale, dato che la nave colpita sembrava rimanere a galla, imbarcò solo i feriti, rimandando il resto dell'equipaggio a bordo del Deffenu per tentare di salvarlo. Mentre un MAS giungeva sul posto a sostituzione dello Strale (che doveva continuare la propria missione di scorta), l'equipaggio del Deffenu cercò di condurre la propria nave ad incagliarsi sulla costa brindisina per evitarne l'affondamento. Da Brindisi furono fatti partire anche due rimorchiatori per trainare la nave agonizzante verso la riva, ma questi giunsero sul posto alle 21.30, troppo tardi di mezz'ora: alle nove di sera, infatti, abbandonato definitivamente dall'equipaggio, l'incrociatore ausiliario si era inabissato nelle acque di San Cataldo, in posizione 40°30' N e 18°15' E.
Nel maggio 1942 il relitto del Deffenu venne accidentalmente bombardato con cariche di profondità dalla torpediniera Orsa, che stava dando la caccia ad un sommergibile: i palombari della Regia Marina, immersisi sul relitto per verificarne l'identità, ne recuperarono in quell'occasione la bandiera di combattimento e la fiamma.
Il relitto dell'incrociatore ausiliario giace su fondali sabbiosi di 33 metri (con le parti più elevate del relitto che arrivano a 24 metri di profondità), a circa 3 miglia da San Cataldo, leggermente sbandato sulla dritta.